# George Mundelein
George William Mundelein (né le 2 juillet 1872 à Manhattan, New York) aux États-Unis et mort le 2 octobre 1939 à Mundelein dans l’Illinois, ville nommée d'après son nom), est un cardinal américain de l'Église catholique du début du XXe siècle, nommé par le pape Pie XI.

## Biographie
Ancien élève des Frères des Écoles chrétiennes, George Mundelein étudie au Saint Vincent Seminary, puis à Rome. 
Il est ordonné prêtre le 8 juin 1895 par Mgr Charles Edward Mc Donnell, évêque de Brooklyn. Après son ordination, il fait du travail pastoral à Brooklyn et y est secrétaire de l'évêque en 1895-1897 et chancelier en 1897-1905. Il est élu évêque titulaire de Loryma (de) et évêque auxiliaire de Brooklyn en 1909. Il est promu archevêque de Chicago en 1915.
Le pape Pie XI le crée cardinal au consistoire du 24 mars 1924. Le cardinal Mundelein est l'un des trois cardinaux américains à participer au conclave de 1939, à l'issue duquel Pie XII est élu pape.